# Rainette faux-grillon boréale
Pseudacris maculata
Espèce
Synonymes
- Hylodes maculatus Agassiz, 1850
- Chorophilus septentrionalis Boulenger, 1882
- Pseudacris triseriata maculata (Agassiz, 1850)
- Hyla canadensis Noble, 1923
- Pseudacris nigrita septentrionalis (Boulenger, 1882)
- Pseudacris nigrita maculata (Agassiz, 1850)
- Pseudacris triseriata maculata (Agassiz, 1850)

Statut de conservation UICN

 LC  : Préoccupation mineure
Pseudacris maculata, la rainette faux-grillon boréale, est une espèce d'amphibiens de la famille des Hylidae.

## Répartition
Cette espèce se rencontre du niveau de la mer jusqu'à 3 670 m d'altitude , dans 2 population séparées:
Sud du Canada (possible Pseudacris triseriata)
- - dans le sud de l'Ontario ;
  - dans le sud du Québec ;

Centre
- au centre du Canada :
  - dans le sud des Territoires du Nord-Ouest ;
  - en Alberta ;
  - en Saskatchewan ;
  - au Manitoba ;
  - dans le nord de l'Ontario ;
- dans le centre des États-Unis :
  - au Montana ;
  - au Dakota du Nord ;
  - au Minnesota ;
  - dans l'ouest du Wisconsin ;
  - dans l'ouest du Iowa ;
  - au Dakota du Sud ;
  - au Nebraska ;
  - au Wyoming ;
  - en Idaho ;
  - en Utah ;
  - au Colorado ;
  - dans l'ouest du Kansas ;
  - dans l'ouest du Oklahoma ;
  - dans le nord de l'Arizona ;
  - dans le nord du Nouveau-Mexique.

## Publication originale
- Agassiz, 1850 : Description of some new species of reptiles from the region of Lake Superior. Lake Superior: its physical character, vegetation, and animals, compared with those of other and similar regions, no 7, p. 378-382 (texte intégral).